# آنی فلبرمایر
آنی فلبرمایر (انگلیسی: Anny Felbermayer; ۲۱ ژوئیهٔ ۱۹۲۴ – ۵ سپتامبر ۲۰۱۴) خواننده اپرا اهل جمهوری اول اتریش بود.